# Turmendspiel
Ein Turmendspiel ist ein Endspiel in einer Schachpartie, in dem beide Parteien über keine anderen Steine als den König, Türme und/oder Bauern verfügen. Turmendspiele zählen zu den häufigsten Endspielen im Schach. Laut einer Statistik enden etwa acht Prozent aller Schachpartien in einem Turmendspiel; etwa 38 Prozent davon gehen remis aus. Die wichtigsten Grundregeln sind:
- Türme gehören hinter die Freibauern, sowohl hinter eigene als auch hinter gegnerische.
- Der König muss versuchen, das Umwandlungsfeld des eigenen oder gegnerischen Bauern zu kontrollieren.

## Turm gegen Bauer
|   | a | b | c | d | e | f | g | h |   |
| 8 |   |   |   |   |   |   |   |   | 8 |
| 7 |   |   |   |   |   |   |   |   | 7 |
| 6 |   |   |   |   |   |   |   |   | 6 |
| 5 |   |   |   |   |   |   |   |   | 5 |
| 4 |   |   |   |   |   |   |   |   | 4 |
| 3 |   |   |   |   |   |   |   |   | 3 |
| 2 |   |   |   |   |   |   |   |   | 2 |
| 1 |   |   |   |   |   |   |   |   | 1 |
|   | a | b | c | d | e | f | g | h |   |

Befindet sich der König der Turmpartei vor dem Bauern, dann gewinnt die Turmpartei ohne Probleme.
Kann der König der Turmpartei jedoch nicht rechtzeitig in die Nähe des Bauern gelangen und wird der Bauer von seinem König unterstützt, dann endet die Partie remis. Nur in sehr seltenen Ausnahmefällen kann ein Bauer gegen den Turm gewinnen, siehe dazu das Potter-Manöver und die Saavedra-Studie.

## Turm gegen zwei verbundene Bauern
Sowohl Gewinn der Turmpartei als auch Remis als auch Gewinn der Bauernpartei kommen oft in der Praxis vor. In manchen Positionen ist nicht klar, wer Angreifer und wer Verteidiger ist. Die Einschätzung hängt von der konkreten Stellung der Steine ab, insbesondere von der Stellung der Könige und davon, wie weit die Bauern vorgerückt sind.
Befindet sich der König der Turmpartei vor den Bauern, so gewinnt in aller Regel die Turmpartei.
Ist der König der Turmpartei von den Bauern entfernt, so geht das Spiel mehrheitlich Remis aus: Entweder indem die Bauernpartei unter Hergabe eines Bauern ein ausgeglichenes Endspiel Turm gegen Bauer erreicht, oder indem die Turmpartei unter Hergabe des Turms gegen einen umgewandelten Bauern in ein ausgeglichenes Bauernendspiel abwickeln kann. Die Turmpartei kann dann gewinnen, wenn der Turm alleine beide Bauern eliminieren oder sein König rechtzeitig zu den Bauern eilen kann. Hingegen kann die Bauernpartei gewinnen, falls der Turm sich gegen einen umgewandelten Bauern hergeben muss und das verbleibende Bauernendspiel gewonnen ist.
Befinden sich die zwei verbundenen Bauern bei beiderseits entfernten Königen bereits auf der dritt- oder zweitletzten Reihe, dann gewinnt in der Regel die Bauernpartei (vgl. Variante beginnend mit 32. Sd3 in der Partie Tylkowski – Wojciechowski, Poznań 1931). Es gibt allerdings manchmal für die Turmseite die Möglichkeit, mit andauernden Mattdrohungen die Umwandlung eines Bauern zu verhindern, wie im folgenden Beispiel.
|   | a | b | c | d | e | f | g | h |   |
| 8 |   |   |   |   |   |   |   |   | 8 |
| 7 |   |   |   |   |   |   |   |   | 7 |
| 6 |   |   |   |   |   |   |   |   | 6 |
| 5 |   |   |   |   |   |   |   |   | 5 |
| 4 |   |   |   |   |   |   |   |   | 4 |
| 3 |   |   |   |   |   |   |   |   | 3 |
| 2 |   |   |   |   |   |   |   |   | 2 |
| 1 |   |   |   |   |   |   |   |   | 1 |
|   | a | b | c | d | e | f | g | h |   |

Weiß hält hier wie folgt remis:

1. Kd5! g3 2. Kc6! g2 3. Tb1+! Ka7 4. Ta1+ Kb8 5. Tb1+ Kc8 6. Ta1! Kd8

Auf eine Umwandlung wäre 7. Ta8 matt gefolgt!

7. Kd6 Ke8 8. Ke6 Kf8 9. Kf6 Kg8

Nun verliert 10. Kg6? g1D+, aber es remisiert

10. Ta8+! Kh7 11. Ta7+ Kh6 12. Ta8! Kh5 13. Kf5 Kh4 14. Kf4 Kh5! remis

Natürlich nicht 14. … Kh3?? 15. Th8 matt!

Eine weitere – allerdings seltene – Remis-Ressource der Turmpartei gegen weit vorgerückte Freibauern ist das Prokeš-Manöver.

## Turm und Bauer gegen Turm

### Verteidigungsstrategien
Befindet sich der verteidigende König vor dem Bauern, dann ist der wahrscheinliche Partieausgang remis. Das einfachste Verteidigungsverfahren wurde bereits von Philidor gezeigt: Der verteidigende König stellt sich auf oder direkt neben das Umwandlungsfeld des Bauern. Sind der Bauer und der angreifende König bis höchstens zur fünften Reihe des Bauern vorgerückt, dann errichtet der verteidigende Turm auf der sechsten Reihe eine Sperre gegen den König. Rückt der Bauer auf die sechste Reihe vor, um sie zu entsperren, so schwenkt der verteidigende Turm auf die Grundreihe der Angriffspartei, um dem angreifenden König von hinten Schach zu bieten. Dieser kann nun nicht mehr vor seinen Bauern wandern, so dass es keinen Weg mehr gibt, dem Dauerschach oder Bauernverlust auszuweichen.
Kann der verteidigende König nicht vor den Bauern gelangen, so ist die Remisführung – sofern sie noch möglich ist – für die verteidigende Partei um einiges schwieriger. Sie muss im Falle eines c-, d-, e- oder f-Bauern versuchen, ihren König auf die schmalere Seite des Schachbretts zu stellen, also diejenige, die weniger Linien zwischen Bauer und Brettrand hat. Der verteidigende Turm muss versuchen, auf der Randlinie der breiteren Schachbrettseite dem angreifenden König von der Seite Schach zu bieten (Karstedt-Manöver, benannt nach Max Karstedt). Auf diese Weise kann die verteidigende Partei in einem guten Teil der Fälle noch das Remis erreichen.

### Lucena-Stellung
|   | a | b | c | d | e | f | g | h |   |
| 8 |   |   |   |   |   |   |   |   | 8 |
| 7 |   |   |   |   |   |   |   |   | 7 |
| 6 |   |   |   |   |   |   |   |   | 6 |
| 5 |   |   |   |   |   |   |   |   | 5 |
| 4 |   |   |   |   |   |   |   |   | 4 |
| 3 |   |   |   |   |   |   |   |   | 3 |
| 2 |   |   |   |   |   |   |   |   | 2 |
| 1 |   |   |   |   |   |   |   |   | 1 |
|   | a | b | c | d | e | f | g | h |   |

Diagramm 1: Weiß am Zuge gewinnt.
Typische Gewinnstellungen im Endspiel Turm und Bauer gegen Turm sind die sogenannten „Lucena-Stellungen“ (zur umstrittenen Zuschreibung siehe Lucena). Das sind Positionen, in denen der Bauer die vorletzte Reihe erreicht hat und der angreifende König das Umwandlungsfeld besetzt.
Siehe Diagramm 1: Weiß gewinnt auf typische Weise durch die Überführung seines Turmes nach c8, zum Beispiel:
1. Ta1 Kf7
2. Ta8 Tc1
3. Tc8 Td1
4. Kc7 Tc1+
5. Kb6 und gewinnt, da sich der König auf weitere Schachgebote dem Turm annähert und Weiß schließlich mit d7–d8D umwandelt.
Eine weitere Gewinnmöglichkeit in Diagramm 1 ist der sogenannte Bau einer Brücke, das ist die Abwehr eines störenden Schachgebots durch die Bereitstellung des angreifenden Turms auf der richtigen Reihe:
1. Tf4 Kg6 (oder ein anderer Wartezug)
2. Ke7 Te2+
3. Kd6 Td2+
4. Ke6 Te2+
5. Kd5 Td2+
6. Td4 mit Gewinn.
Statt 1. Tf4 kommt der Weiße mit sofortigem 1. Ke7 nicht ans Ziel, denn es folgen ständige Schachgebote des schwarzen Turms:
1. … Te2+
2. Kd6 Td2+ usw., entfernt sich dabei der weiße König zu weit von seinem Bauern, z. B. nach c4, folgt immer Td2 und Weiß kommt nicht weiter.

### Ablenkung des Turmes
Eine instruktive Studie von Troizki zeigt eine Ablenkung des das Umwandlungsfeld des Bauers bewachenden Turms durch eine Gabel. Die Funktion des Turms, den Freibauern zu halten, kann auch durch eine Fesselung ausgeschaltet werden (vgl. die letzte Pointe im Lasker-Manöver).

### Doppelangriff auf König und Turm
In der lehrreichen Studie von Selesnjow wird die umgewandelte Dame geopfert, um den König auf eine Angriffslinie zu lenken, auf der durch die Rochade ein Doppelangriff auf beide schwarze Figuren möglich wird.

### Abzugschach
Die folgende Gewinnstudie stammt von Alexei Troizki.
|   | a | b | c | d | e | f | g | h |   |
| 8 |   |   |   |   |   |   |   |   | 8 |
| 7 |   |   |   |   |   |   |   |   | 7 |
| 6 |   |   |   |   |   |   |   |   | 6 |
| 5 |   |   |   |   |   |   |   |   | 5 |
| 4 |   |   |   |   |   |   |   |   | 4 |
| 3 |   |   |   |   |   |   |   |   | 3 |
| 2 |   |   |   |   |   |   |   |   | 2 |
| 1 |   |   |   |   |   |   |   |   | 1 |
|   | a | b | c | d | e | f | g | h |   |

|   | a | b | c | d | e | f | g | h |   |
| 8 |   |   |   |   |   |   |   |   | 8 |
| 7 |   |   |   |   |   |   |   |   | 7 |
| 6 |   |   |   |   |   |   |   |   | 6 |
| 5 |   |   |   |   |   |   |   |   | 5 |
| 4 |   |   |   |   |   |   |   |   | 4 |
| 3 |   |   |   |   |   |   |   |   | 3 |
| 2 |   |   |   |   |   |   |   |   | 2 |
| 1 |   |   |   |   |   |   |   |   | 1 |
|   | a | b | c | d | e | f | g | h |   |

|   | a | b | c | d | e | f | g | h |   |
| 8 |   |   |   |   |   |   |   |   | 8 |
| 7 |   |   |   |   |   |   |   |   | 7 |
| 6 |   |   |   |   |   |   |   |   | 6 |
| 5 |   |   |   |   |   |   |   |   | 5 |
| 4 |   |   |   |   |   |   |   |   | 4 |
| 3 |   |   |   |   |   |   |   |   | 3 |
| 2 |   |   |   |   |   |   |   |   | 2 |
| 1 |   |   |   |   |   |   |   |   | 1 |
|   | a | b | c | d | e | f | g | h |   |

In der Stellung im Ausgangsdiagramm möchte Weiß seinen Bauern auf a7 umwandeln. Es muss daher eine Möglichkeit geschaffen werden, den Turm mit Tempogewinn von a8 zu entfernen. 

1. Kg6 (droht 2. Th8+) Kg4

2. Kf6 Kf4

3. Ke6 Ke4

4. Kd6 Kd4

5. Kc6 Kc4

Der schwarze König bleibt in der Opposition. Falls 5. … Tc2+, läuft der weiße König über die b- und a-Linie so lange auf den Turm zu, bis dieser keine Schachs mehr hat, wegziehen muss und anschließend der weiße Turm mit Schachgebot das Umwandlungsfeld freimachen kann. Das sofortige Annähern des weißen Königs nach b7 oder b6 scheitert. Schwarz bietet dann solange auf b2 und a2 Schach mit dem Turm, bis der weiße König die b-Linie wieder verlässt.

6. Tc8! (Diagramm 2)

Schwarz ist gezwungen den Bauern zu schlagen, woraufhin Weiß ein entscheidendes Abzugsschach geben kann.

6. … Txa7

7. Kb6+! (Diagramm 3)

und Schwarz verliert den Turm und das Spiel.

## Turm und Bauer(n) gegen Turm und Bauer(n)
Bei diesem Material lassen sich kaum allgemeine Regeln für die Beurteilung des Partieausgangs finden.
Ein wichtiges Manöver in diesem Endspiel ist der sogenannte Brückenbau: Der König des Bauern steht auf dem Umwandlungsfeld vor dem einzugsbereiten Bauern und ist von Turm und König des Gegners dort eingeklemmt. Im Manöver verlässt er sein Versteck und die Schachs des gegnerischen Turmes werden mit dem eigenen Turm überdeckt, was die Umwandlung sichert.
Ein anderes interessantes Gewinnverfahren, das so genannte Lasker-Manöver, wurde vom späteren deutschen Schachweltmeister gezeigt.

## Türme ohne Bauern gegeneinander
Turm gegen Turm endet fast immer Remis, es sei denn, ein Turm geht durch einen Spieß verloren. Das kann sogar passieren, wenn der König seinen Turm deckt, aber nach einem Schachgebot diese Deckung nicht mehr ausreichend ist, weil beide Figuren des Gegners den Turm angegriffen haben. Der Schluss der Saavedra-Studie mit dem Doppelangriff auf König und Turm stellt eine Ausnahme dar.
Zwei Türme setzen sich gegen einen durch. Die Mansube aus dem 13. Jahrhundert zeigt eine interessante Kombination dazu.

## Doppelturmendspiel
Im Doppelturmendspiel verfügen beide Spieler über den König, beide Türme und eventuell noch Bauern. Doppelturmendspiele gehen meist nach Abtausch eines Turmpaares in ein normales Turmendspiel über. Selbst in Schachbüchern, die sich ausschließlich dem Turmendspiel widmen, finden sich, wenn überhaupt, nur vereinzelt Beispiele für Doppelturmendspiele.
In Doppelturmendspielen kommt dem Spiel auf Matt eine wichtigere Rolle zu als in normalen Turmendspielen. Ein Beispiel für ein gewonnenes bauernloses Doppelturmendspiel findet man in der Studie von Henri Rinck (siehe dort).